# Flörsbachtal
Flörsbachtal település Németországban, Hessen tartományban. Lakosainak száma 2369 fő (2023. december 31.). Flörsbachtal Frammersbach és Jossgrund községekkel határos.

## Népesség
A település népességének változása:
| Lakosok száma | 2311 | 2298 | 2303 | 2370 | 2369 |
|               | 2017 | 2019 | 2021 | 2022 | 2023 |